# Биотоп ВК-4908-077 (Оденталь-Штайн)
Биотоп ВК-4908-077 (нем. Biotop BK-4908-077) — охраняемый крупный биотоп (в кадастре охраняемых биотопов (Schutzwürdige Biotop) — «нуждающийся в охране»), расположенный в черте коммуны Оденталь. Занимает площадь 7,5661 га. Официальное название биотопа — Штайнер Зифен бай Оденталь (нем. Steiner Siefen bei Odenthal).

## География

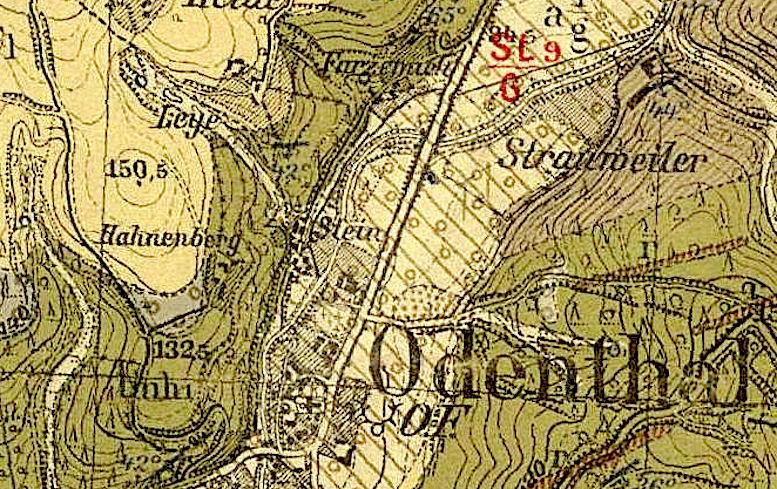
Геологическая основа биотопа

### Положение
Территория биотопа расположена на северо-западной окраине коммуны Оденталь, между поселениями Ханенберг, Глёбуш, Ляйе, Фарцемих и Штайн. Территория биотора не имеет ограждения и свободна для доступа. Сюда можно попасть по тропам из Штайна или Глёбуша.

### Геология и рельеф
Почти вся территория Биотора сложена осадочными породами верхней части среднего девона (живетский ярус). Местное геологическое название — формация Хонзель. Отложения представлены серыми песчаниками и грауваккой. Время отложения — около 385 млн лет назад.
Верхняя часть биотопа представляет собой участок террасовых отложений долины Дюнна, перекрытых четвертичными лёссовидными суглинками с большим количеством мелкообломочного материала. Фрагменты террас имеют полого-волнистый характер.
В тектоническом отношении территория биотопа располагается почти на центральной оси Люденшайдской впадины (мульды), по которой выработала свою долину река Дюнн.
Перепад высот колеблется от 91 до 144 м абс. высоты. В настоящее время склон биотопа активно разрушается эрозионными процессами, что приводит к многочисленным падениям крупной древесной растительности.

## Общая характеристика
Крутые склоны оврага ручья Штайнер-Зифен почти полностью покрыты лесной растительностью. Лес типичный для данной местности, представленный в основном буками. Диаметр ствола деревьев на высоте груди более 30 см. Кустарниково-травяной ярус развит слабо, в основном на редких лесных прогалинах. Лесной покров частично нарушен отходами, которые местные жители сбрасывали в овраг. Ширина биотопа долины ручья Зифен составляет около 30-50 м в средней части. От поселения Штайн территория биотопа распространяется на юг по правую сторону реки Дюнн до центральной части Оденталя и на север до поселения Фарцемих.

## Растительность

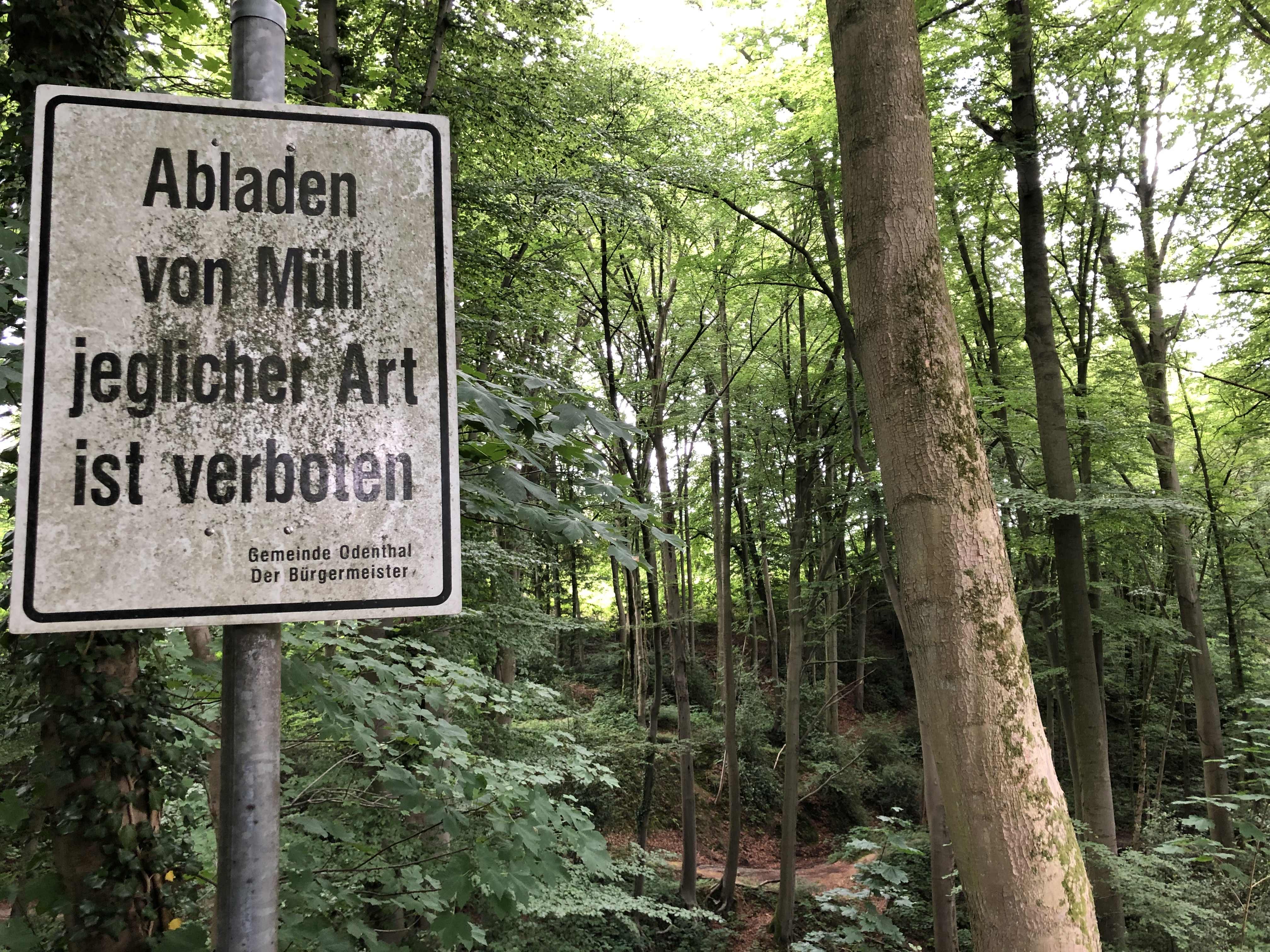
Выброс любого мусора запрещён.

Большая часть биотопа (98 %) составляет смешанный дубово-буковый лес с толщиной стволов до 80 см. К верхнему ярусу древесных пород относятся также граб обыкновенный, ясень обыкновенный, падуб остролистный. Из кустарников обычным является бузина чёрная.
В травяном покрове найдены аронник пятнистый, кочедыжник женский, щитовник мужской, овсяница, пикульник двунадрезанный, ожика нескольких видов, в том числе волосистая, бор развесистый, купена многоцветковая. Встречается также плющ обыкновенный.
Непосредственно вдоль ручья Штайнер Зипен (1 % территории биотопа) также произрастают клён белый, селезёночник, двулепестник парижский, гравилат городской, недотрога обыкновенная, кислица обыкновенная и кольник колосистый.

## Охранные цели
Сохранение и развитие почти естественных буковых лесов и весенних цветковых в районе истоков Штайнер Зифена, представляющих остатки естественной растительности прошлого на краю лёссовых террас Буршайда (Лёссовое плато Буршайда) в качестве рефугиума и сетевого биотопа.
В качестве защитных и восстановительных мероприятий рекомендуется полное прекращение свалки мусора, ликвидация ранее существовавших и полуразрушенных бетонных гидросооружений, прекращение эвтрофикации, ограничение доступа пешеходов и туристов.

## Галерея

Биотоп в изображениях
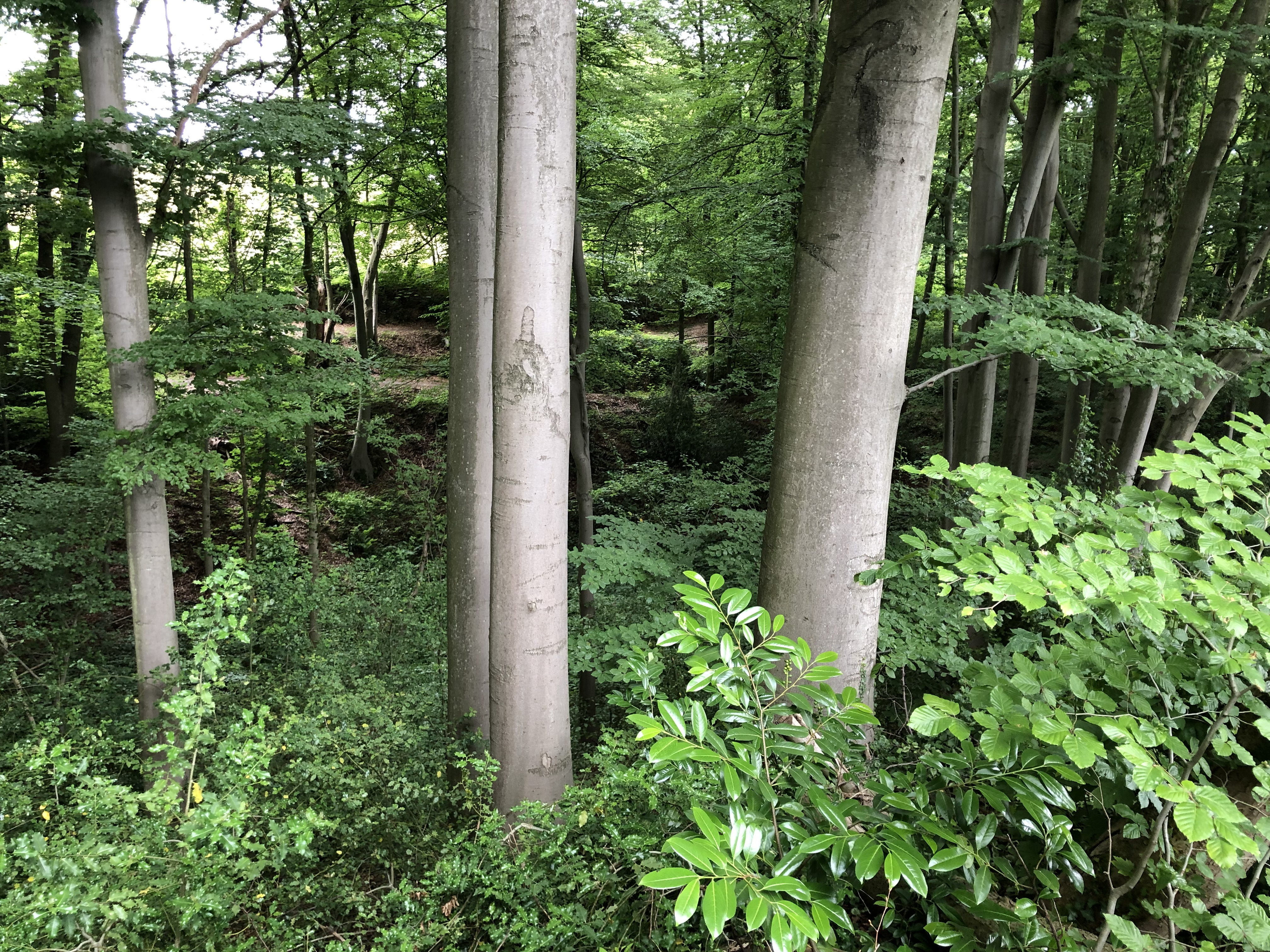
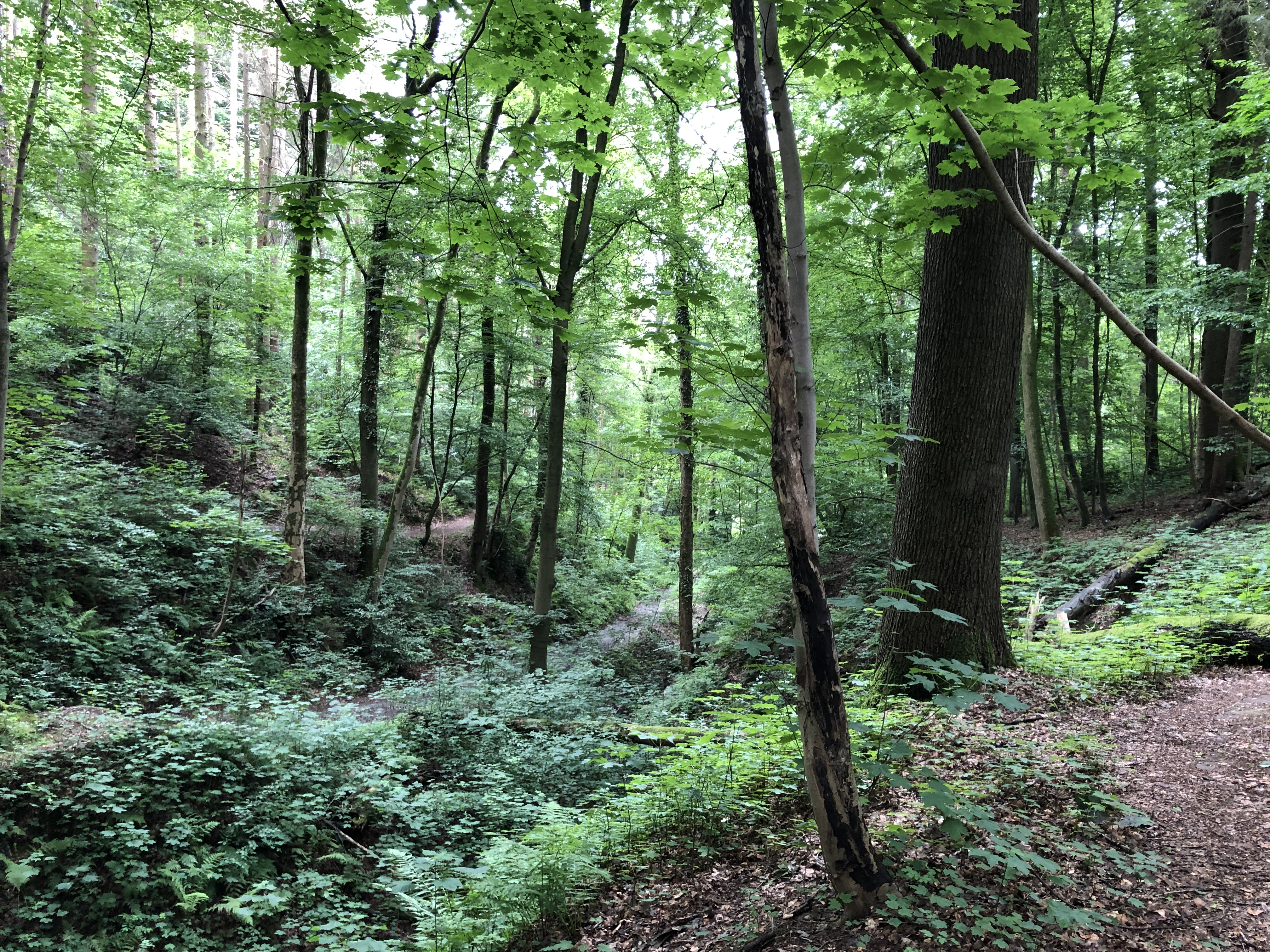
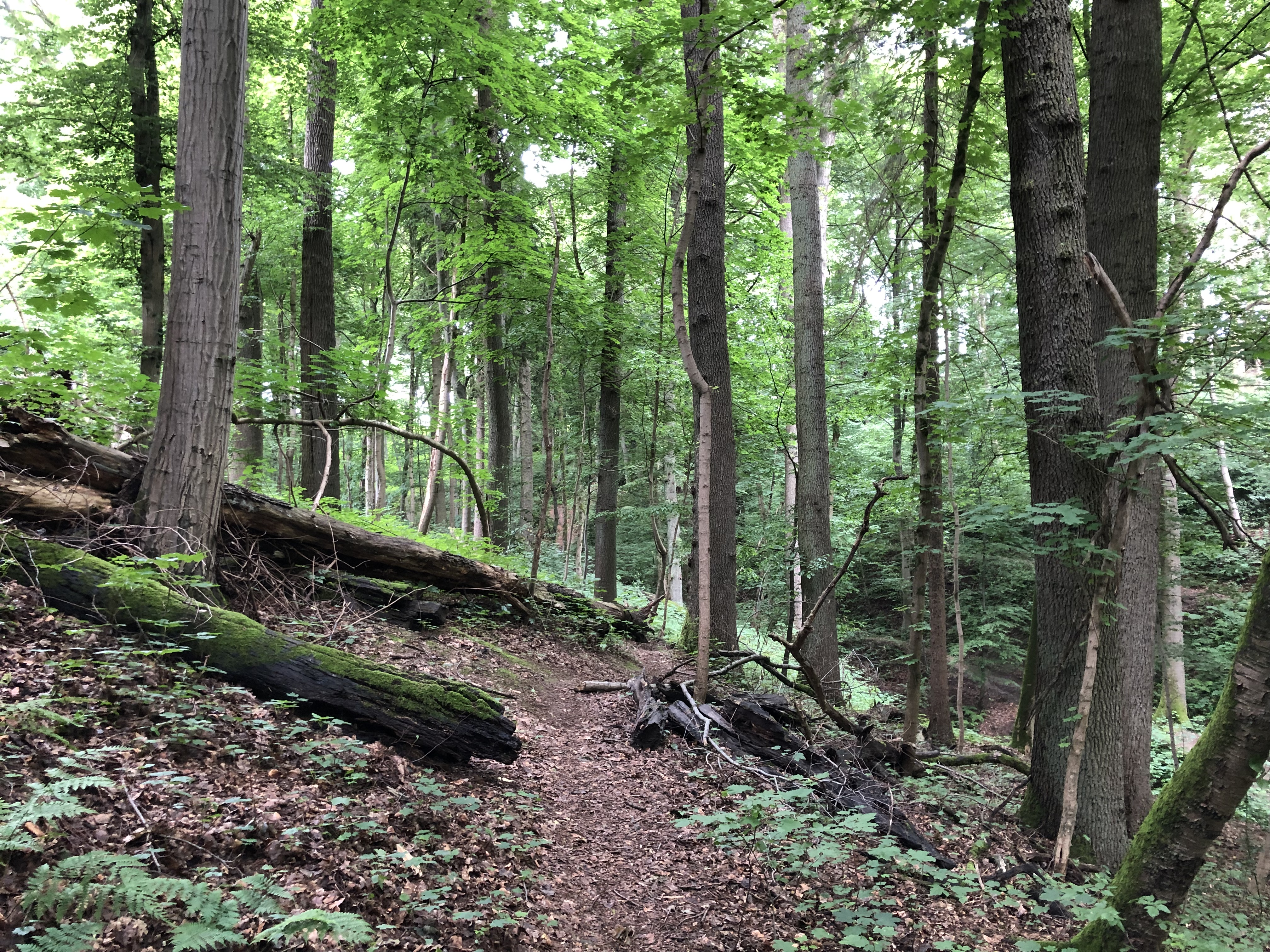
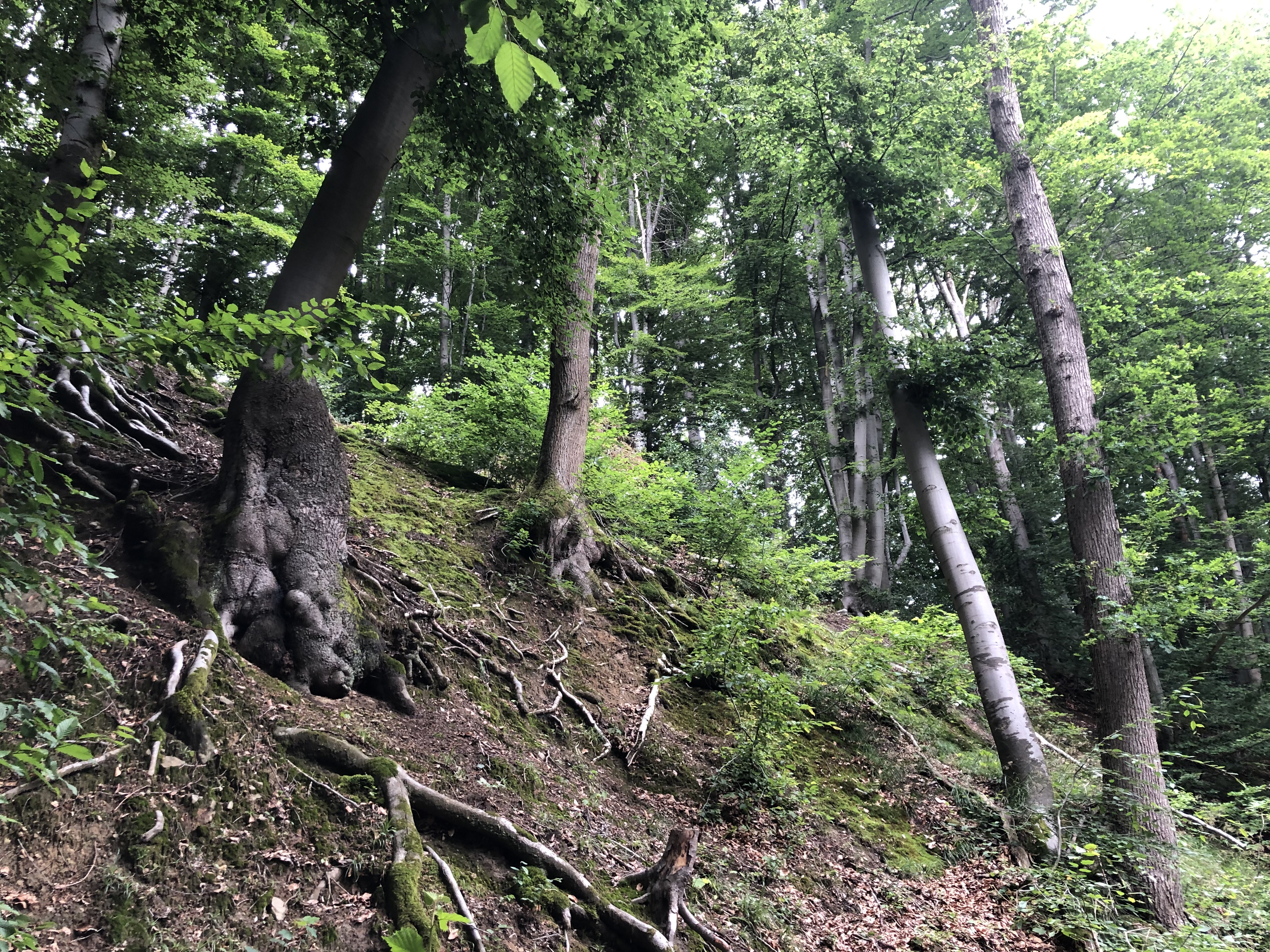
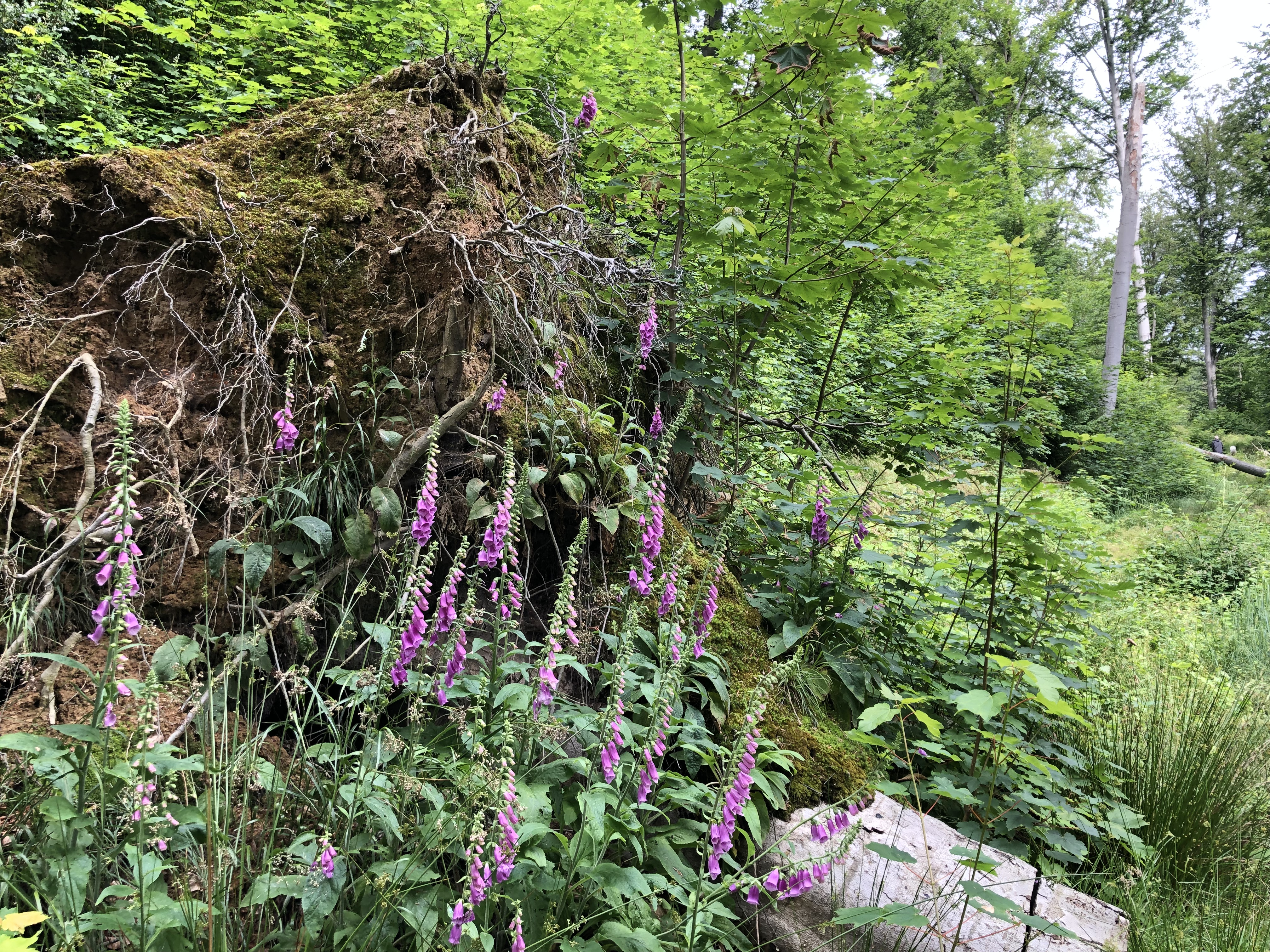
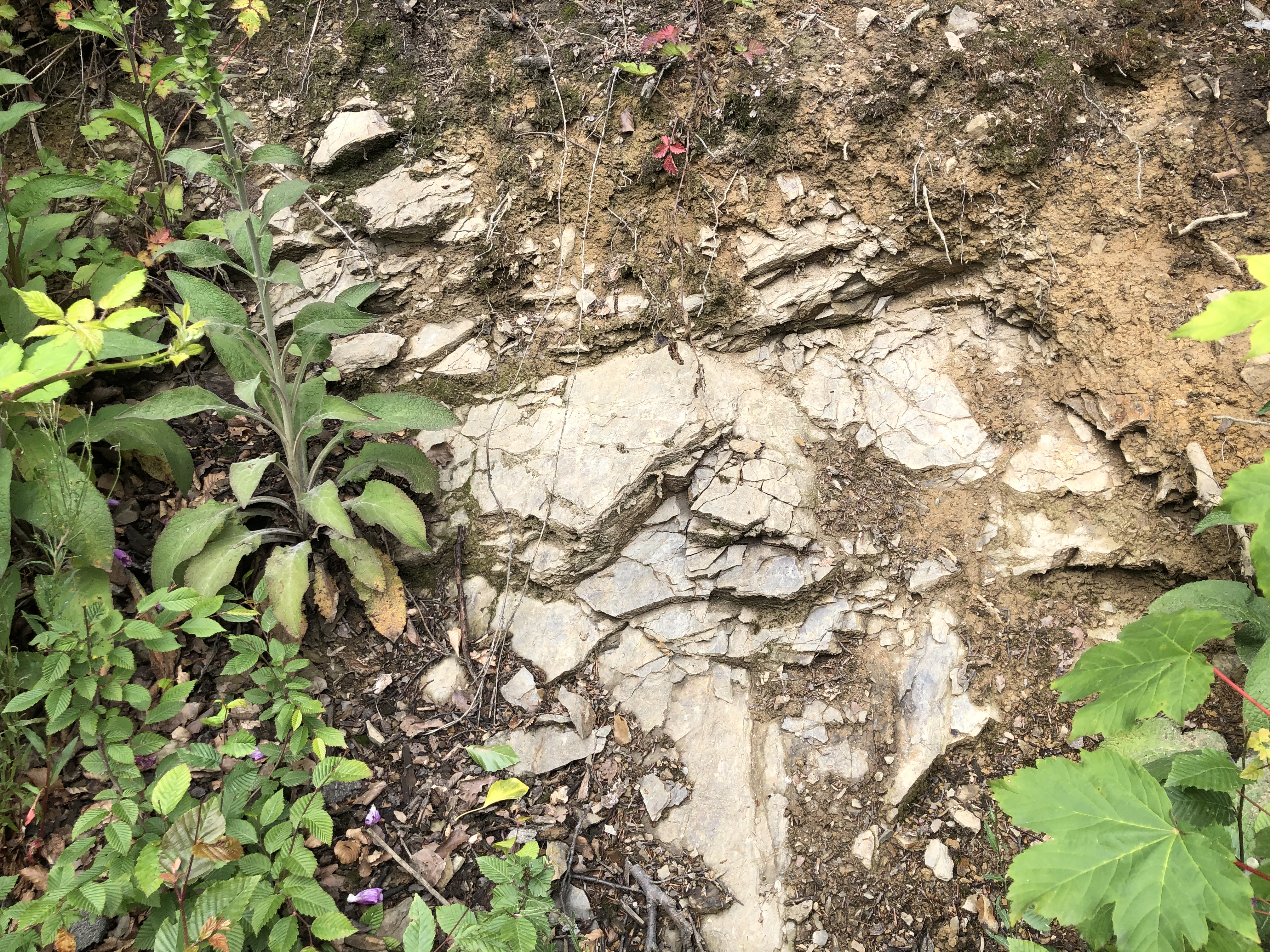
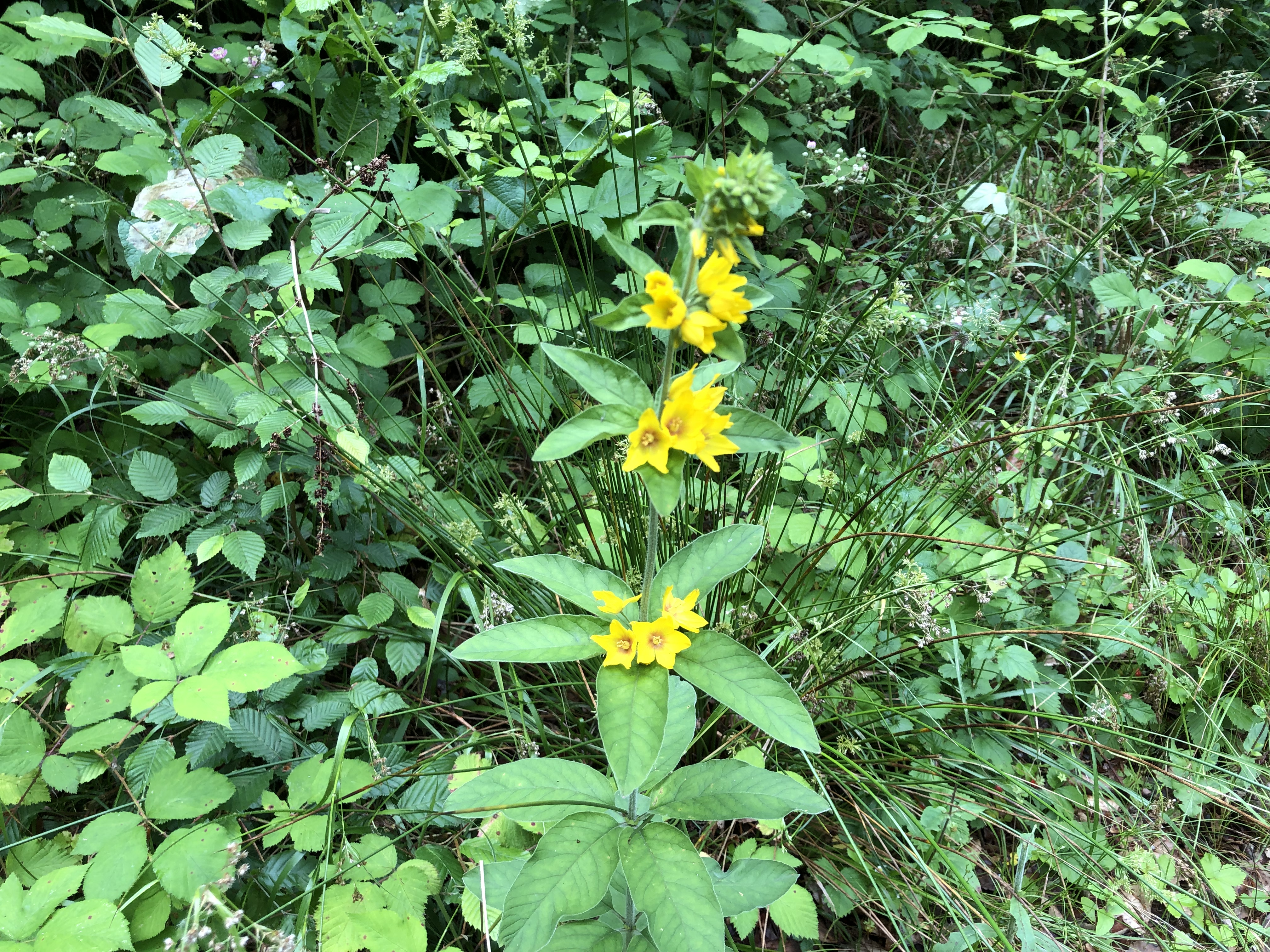